# Districte de Singhbhum

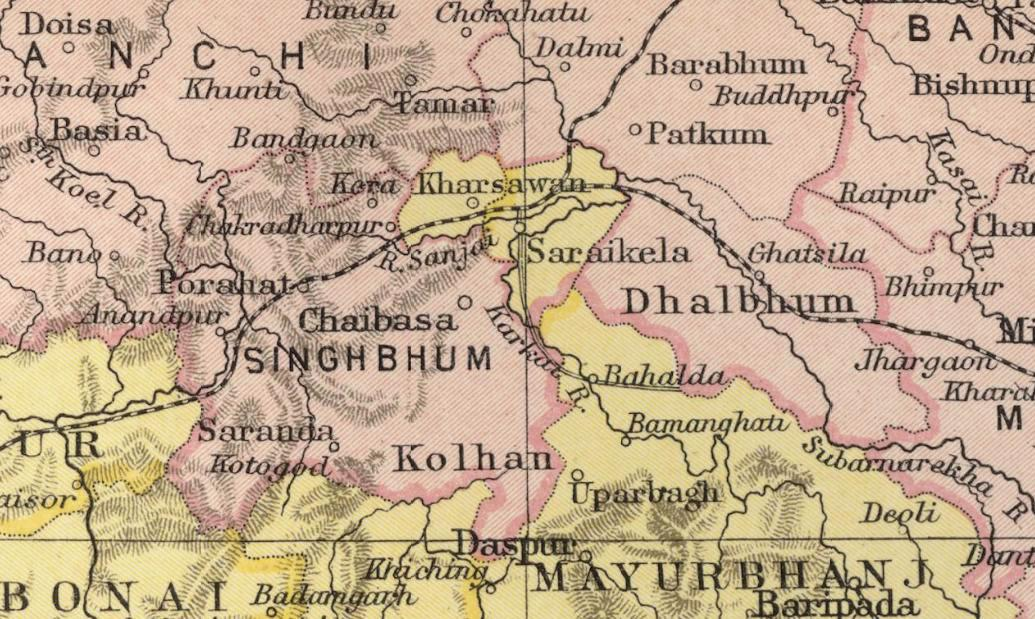
El districte de Singhbhum a un mapa de l'Imperial Gazetteer of India

El districte de Singhbhum fou una divisió administrativa de Bihar, fins al 1912 part de Bengala i del 1912 a 1936 de Bihar i Orissa, a la divisió de Chhota Nagpur avui dia Jharkhand. la capital era Chaibasa. La superfície és de 10.078 km² i la població de 613.579 habitants el 1901.
Està format actualment per tres districtes:
- Districte d'East Singhbhum
- Districte de West Singhbhum
- Districte de Saraikela Kharsawan

Estava format pel territori governamental de Kolhan, al sud-est, el territori de Dhalbhum (els zamindars de Dhal) a l'est, el zamindar de Porahat a l'oest, i els principats de Saraikela i Kharsawan al nord. El conjunt formava la part sud de l'altiplà de Chhota Nagpur.

## Història
La part nord va caure en mans de caps bhuiyes i rajputs però al sud els hos o larka kols (lluitadors kols) es van mantenir independents. El districte, molt aïllat per les seves condicions orogràfiques, mai no fou envaït per mogol ni més tard els marathes. La família rajput rathor de la raça solar de la família dels Singh de Porahat va imposar la seva hegemonia a la regió que va agafar el seu nom (Signh Bhum, Domini dels Singh). Es diu que la família tenia origen en tres germans membres de la guàrdia personal del general Man Singh, al servei d'Akbar, que van agafar partit pel bhuiyes en la seva lluita contra els hos i van acabar dominant el país per a si mateixos. Durant un temps els rages de Singhbhum van governar quasi tot el districte incloent els estats de Saraikela i Kharsawan, i amb una sobirania almenys nominal sobre Kolhan; més tard Saraikela i Kharsawan, amb els jagirs dependents de Dugni i Bankshahi, foren assignats a branques júnior de la família i el sobirà de Saraikela va arribar a ser més poderós que el cap del clan.
les relacions dels britànics amb el raja de Singhbhum o Porahat (del nom de la capital) daten de 1767 quan va demanar protecció al resident a Midnapore però de fet fins al 1820 no es va reconèixer feudatari britànic i va estar d'acord a pagar un petit tribut. El raja van pressionar a l'agent polític britànic major Roughsedge, pel reconeixement de la sobirania sobre el Kolhan al·legant que els hos eren vassalls rebels i reclamant que els britànics actuessin per tornar als kols a la submissió; aquestos van negar ser feudataris dels rages i que feia més de 50 anys que el raja no hi tenia cap control; el raja havia fet diversos intents de conquesta o reconquesta però sempre sense èxit i encara els hos havien reaccionant saquejant diversos pobles del raja. El major Roughsedge no obstant va agafar partit pel raja, i va entrar al Kolhan amb la idea de sotmetre als hos a la sobirania d'aquell. Quan les forces britànics havien entrat fins al cor del Kolhan sense ser molestats, i estaven acampats a Chaibasa els hos els van atacar i van matar a un homes i en van ferir uns quants, retirant-se tot seguit cap a les muntanyes, però la seva retirada fou talla pel tinent Maitland, que els va dispersar amb fortes pèrdues; la part nord del país hos va acceptar pagar tribut al raja; quan el major Roughsedge va abandonar el país fou atacat per un altre grup de hos procedents del sud i encara que els va combatre, va haver de retornar a Singhbhum sense haver pogut sotmetre'ls. Llavors els hos sotmesos i els que no i es va haver d'enviar a un cos de 100 indis de l'Hindustan per ajudar els primers; els no sotmesos foren rebutjats. El 1821 es va utilitzar una força més nombrosa per sotmetre als hos del sud i després d'un mes de lluita els caps es van rendir i van entrar en acords per pagar tribut als rages de Singhbhum, a mantenir els camins oberts i segurs i a entregar als infractors; també s'obligaven a no resoldre els problemes interns per les armes i a demanar l'arbitratge del comandant britànic de la frontera o altra autoritat competent.
Al cap d'un any o dos els hos van començar a no complir, i a fer atacs diversos cada vegada més lluny; es van unir als kols o mundes en la rebel·lió de 1831-1832 i Sir Thomas Wilkinson, fou nomenat llavors agent del governador-general per la província de la Frontera del Sud-oest; aquest va reconèixer la incompatibilitat entre la subjugació efectiva dels hos i la seva imposició per la força i va proposar una ocupació de Singhbhum per una força adequada que quan hagués sotmès als hos, aquestos serien posats sota comandament d'oficials britànics amb seu a Chaibasa. La proposta fou acceptada i una força manada pel coronel Richards va entrar a Sibghbhum el novembre de 1836 i en tres mesos tots els caps hos rebels estaven sotmesos. 23 hopirs o parganas foren segregats dels principats de Porahat, Saraikela i Kharsawan, i aquestes parganes, junt amb 4 pirs segregagts de Mayurbhanj, foren posats sota domini directe britànic amb el nom de Kolhan i un assistent de l'agent del governador general fou posat al càrrec del nou districte de Singhbhum. El 1846 shi va agregar el Dhalbhum. El 1854 el títol de l'administrador del districte va passar a ser el de subcomissionat. El 1857, a causa d'un lamentable malentès, el raja de Porahat e va revoltar i una considerable part dels hos li van donar suport. La campanya per la seva submissió fou lenta i complicada; els rebels expulsats de la plana es van refugiar a les muntanyes, i no es van rendir fins al 1859. La captura del raja va posar fi al conflicte.
Després d'això els hos ja no van donar més problemes als britànics. Sota el govern d'oficials europeus el país va introduir els nous models socials; no es va permetre l'emigració en terres kolhans. El raja deposat de Porahat va morir al seu exili de Benarés el 1890 i l'estat, excepte alguns pobles que havien estat concedits a persones lleials als britànics el 1857, foren retornats el 1895 al seu fill Kumar Narpat Singh, amb títol de raja. L'estat incloïa els territoris de Kera i Anandpur, tinguts pels seus propietaris lliures de renda, i les terres en renda de Bandgaon i Chainpur. El zamindari de Dhalbhum no en formava part; tenia una superfície de 3.077 km² i fou establert en temps relativament moderns per un oficial que era l'únic que s'atrevia a tenir sota control als bandits i criminals que infestaven la zona; formava part de Midnapore però quan el 1833 el districte de Jungle Mahals es va dividir, fou inclòs al nou districte de Manbhum sent transferit a Singhbhum el 1846. El 1875 uns 45 pobles perifèrics foren retornats a Midnapore.
La població era:
- 1872: 318.180 habitants
- 1881: 453.775 habitants
- 1891: 545.488 habitants
- 1901: 613.579 habitants

Hi havia 3.150 pobles. De la població un 38% parlava hos o llengües kolàries, un 18% bengalí, un 16% oriya, i la resta altres. El 55% eren animistes, el 43% hindús, l'1% cristians. i l'1% musulmans. Per ètnies els hos eren el 38% i 18% eren de les tribus parentes dels bhumijs i mundes; els santals i els ahirs eren un nombre apreciable; seguien els karams, bhuiyes i gonds. El 77% de la població depenia de l'agricultura. El 1901 el districte no tenia cap subdivisió.

## Arqueologia
Hi ha algunes restes d'un poble anteriors als hos, coneguts com els sarakhs, que eren jainistes, dels quals la major part de les restes estaven a l'antic districte de Manbhum. A Benisagar hi ha un dipòsit d'aigua i al costat unes ruïnes del que fou una ciutat de certa importància.